# Мигунько, Владимир Владимирович
Владимир Владимирович Мигунько́ (родился 15 сентября 1947, СССР) — советский хоккеист, защитник. Мастер спорта, игрок сборной СССР (1968).
Являясь воспитанником спартаковской школы, в 1964—1965 годах выступал за московский «Локомотив», откуда перешёл в столичный «Спартак». В составе красно-белых отыграл восемь сезонов и провёл 231 матч. По ходу сезона 1974/1975 перешёл в «Ижсталь», выступавшую на тот момент во Второй лиге, став в её рядах первым столь именитым и титулованным хоккеистом. За четыре сезона в ижевской команде, три из них провёл в Первой лиге, где принял участие в 120 матчах, забросил 18 шайб и сделал 17 голевых передач. Также забросил две шайбы в розыгрышах Кубка Советского Союза и одну, выступая во Второй лиге. Всего в чемпионатах СССР Владимир Мигунько провёл 249 матчей и забросил 16 шайб.
Был играющим тренером в команде «Автосервис» (Москва).
24 сентября 2019 года под своды домашней арены «Спартака» в Парке Легенд поднят его именной свитер с номером 2.

## Достижения
- Чемпион СССР — 1967, 1969[3].
- Серебряный призёр чемпионата СССР — 1966, 1968, 1970[3].
- Бронзовый призёр чемпионата СССР — 1963, 1964, 1972[3].
- Обладатель Кубка СССР — 1970, 1971[3].